# Cantone di Mont-Saint-Martin
Il Cantone di Mont-Saint-Martin è una divisione amministrativa dell'arrondissement di Briey.
A seguito della riforma approvata con decreto del 26 febbraio 2014, che ha avuto attuazione dopo le elezioni dipartimentali del 2015, è passato da 8 a 32 comuni.

## Composizione
Gli 8 comuni facenti parte prima della riforma del 2014 erano:
- Chenières
- Cosnes-et-Romain
- Cutry
- Gorcy
- Lexy
- Mont-Saint-Martin
- Réhon
- Ville-Houdlémont

Dal 2015 i comuni appartenenti al cantone sono i seguenti 32:
- Allondrelle-la-Malmaison
- Baslieux
- Bazailles
- Beuveille
- Boismont
- Charency-Vezin
- Colmey
- Cons-la-Grandville
- Cosnes-et-Romain
- Doncourt-lès-Longuyon
- Épiez-sur-Chiers
- Fresnois-la-Montagne
- Gorcy
- Grand-Failly
- Han-devant-Pierrepont
- Longuyon
- Montigny-sur-Chiers
- Mont-Saint-Martin
- Othe
- Petit-Failly
- Pierrepont
- Saint-Jean-lès-Longuyon
- Saint-Pancré
- Saint-Supplet
- Tellancourt
- Ugny
- Ville-au-Montois
- Ville-Houdlémont
- Villers-la-Chèvre
- Villers-le-Rond
- Villette
- Viviers-sur-Chiers